# Diö GoIF
Diö GoIF, Diö Gymnastik och idrottsförening, är en idrottsklubb från Diö i Älmhults kommun, Småland. Föreningen bildades i augusti 1929 med bandy på programmet. 1945 började klubben med ishockey. 1950-talet var föreningens storhetstid med åtta säsonger i Division II. Största framgången nåddes 1952 då man slutade på en andraplats.